# Zapalenie tkanek okołowierzchołkowych

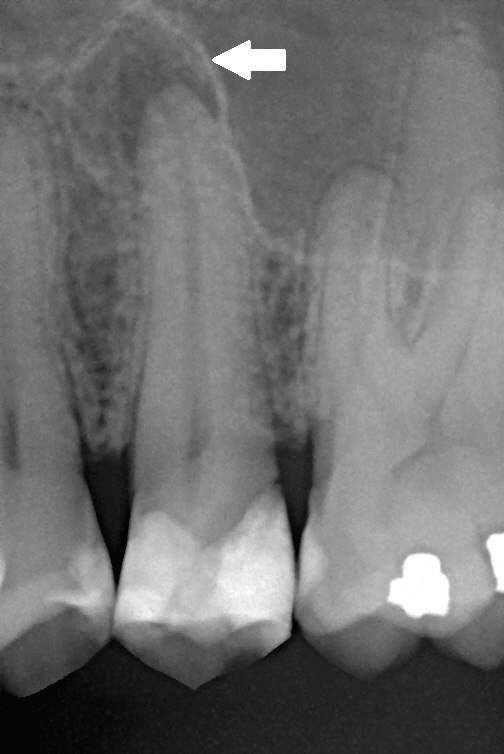
Przewlekłe zapalenie tkanek okołowierzchołkowych na zdjęciu rentgenowskim

Zapalenie tkanek okołowierzchołkowych, inaczej zapalenie przyzębia wierzchołkowego (łac. periodontitis periapicalis lub periodontitis apicalis) – proces patologiczny toczący się w tkankach okołowierzchołkowych zęba. Przyczyną zwykle jest dostanie się bakterii do tych tkanek w ramach zakażenia miazgi. Do innych możliwych przyczyn zapalenia tkanek okołowierzchołkowych zalicza się m.in. reakcje organizmu na ciała obce, które mogą się dostać do tych okolic np. jatrogennie podczas leczenia kanałowego lub irytację tkanek okołowierzchołkowych spowodowaną akumulacją kryształów cholesterolu powstającą wskutek nagromadzenia się cholesterolu z osocza lub rozpadających się komórek zapalnych w przewlekłych procesach.

## Przebieg
Przebieg zapalenia tkanek okołowierzchołkowych może być dwojaki: burzliwy połączony z licznymi objawami bólowymi lub też przewlekły – bezbólowy. W przebiegu ostrego ropnego zapalenia tkanek okołowierzchołkowych ze względu na zasięg wyróżnia się trzy fazy:
- ropień okołowierzchołkowy
- ropień podokostnowy
- ropień podśluzówkowy

## Diagnostyka
Dla lekarza stomatologa pomocny w zdiagnozowaniu zapalenia tkanek okołowierzchołkowych może być wywiad, dodatni objaw Owińskiego oraz badanie RTG.

## Podział zapaleń okołowierzchołkowych
Zapalenia okołowierzchołkowe dzielone są na:
- ostre
  - surowicze (łac. periodontitis acuta serosa)
  - ropne (łac. periodontitis acuta purulenta)
    - ropień okołowierzchołkowy (łac. abscessus periapicalis)
    - ropień podokostnowy (łac. abscessus subperiostalis)
    - ropień podśluzówkowy (łac. abscessus submucosus)

- przewlekłe
  - włókniste (łac. periodontitis chronica fibrosa)
  - ziarninowe (łac. periodontitis chronica granulosa)
    - ziarniniak zwykły (łac. granuloma simplex)
    - ziarniniak nabłonkowy (łac. granuloma epitheliale)
    - ziarniniak torbielowaty (łac. granuloma cycticum)
    - torbiel korzeniowa (łac. cyctis radicularis)

  - ropne (łac.  periodontitis chronica purulenta)

- zapalenie przewlekłe zaostrzone (łac. periodontitis chronica exacerbata)

## Leczenie
Zapalenie tkanek okołowierzchołkowych zęba wymaga przeprowadzenia leczenia endodontycznego zęba przyczynowego, lub też, jeśli z powodu próchnicy lub zaawansowanej choroby przyzębia ząb nie rokuje pomyślnie, należy wykonać ekstrakcję zęba.

## Powikłania
Dzięki rozwojowi systemów opieki zdrowotnej, w tym stomatologii, w krajach rozwiniętych powikłania zapalenia tkanek okołowierzchołkowych są coraz rzadziej spotykane, choć najprawdopodobniej ich całkowite wyeliminowanie nie będzie nigdy możliwe. W krajach rozwijających się powikłania zakażeń zębopochodnych są nadal przyczyną ostrych powikłań ze śmiercią pacjenta włącznie.
Zapalenia zębopochodne szerzą się przez ciągłość na drodze najmniejszego oporu tkanek, obejmując kolejno: ozębną, kość gąbczastą, kość zbitą, okostną, zatoki przynosowe, śluzówkę jamy ustnej lub tkanki miękkie, przestrzenie powięziowe, tkankę podskórną i skórę.
Obejmując swym zasięgiem policzek lub wargę górną może prowadzić do zakrzepowego zapalenia zatoki jamistej, gdyż okolice te połączone są układem żylnym (żyła kątowa łączy żyłę twarzową z żyłą oczną).
Obejmując swym zasięgiem przestrzeń zagardłową może wzdłuż przedniej części kręgosłupa prowadzić do zapalenia śródpiersia tylnego.
Obejmując swym zasięgiem przestrzeń przygardłową może szerzyć się wzdłuż wielkich naczyń krwionośnych i objąć procesem zapalnym śródpiersie przednie.
Z przestrzeni powięziowych głowy i szyi infekcja może szerzyć się na oczodół powodując jego ropowicę oraz przez otwór owalny i otwór okrągły czaszki do jamy czaszki, co skutkować może zapaleniem mózgu lub ropnym zapaleniem opon mózgowo-rdzeniowych.
Wśród powikłań ogólnych ropnych zapaleń zębopochodnych twarzoczaszki wymienia się także:
- zapalenie nerwów czaszkowych
- ropnie przerzutowe (mózgu, wątroby, nerek, płuc, mięśnia sercowego, kości)
- zapalenie zakrzepowe żył twarzy
- posocznicę, wstrząs septyczny
- zespół rozsianego, śródnaczyniowego wykrzepiania (DIC).